# Скориченко, Владимир Иванович
Владимир Иванович Скориченко (11 мая 1943, Славгород, Алтайский край — 10 марта 2000, Барнаул) — советский футболист, защитник, футбольный тренер. Сыграл более 300 матчей за барнаульское «Динамо». Мастер спорта СССР (1968).

## Биография
С раннего детства жил в Барнауле. Воспитанник барнаульского футбола, тренер — Владимир Васильевич Жучков. Во взрослом футболе дебютировал в 1962 году в составе местного «Темпа» в классе «Б», сыграв в первом сезоне 29 матчей. Начинал на позиции правого полузащитника, но позже был переведён в защиту.
В 1963—1964 годах проходил военную службу, в этот период играл за СКА (Новосибирск). Во время сборов в Самарканде, свалившись в траншею, получил перелом позвоночника и травму ноги, из-за которой пропустил полтора года и получил вторую группу инвалидности, фактически заново учился ходить, но в итоге смог вернуться в футбол.
После окончания службы вернулся в Барнаул, где более 10 лет был основным защитником «Темпа»/«Динамо». В 1967 году вошёл в число 11-ти лучших футболистов РСФСР, в 1968 году ему присвоено звание мастера спорта СССР. Победитель зонального турнира второй лиги 1974 года. Был капитаном команды. Всего за 12 лет в барнаульском клубе сыграл 376 матчей и забил 18 голов.
Играл за сборную РСФСР (1967).
После окончания игровой карьеры работал тренером (1976) и главным тренером (1977—1979) барнаульского «Динамо». Привлёк в основной состав большую группу молодых игроков, под его руководством в команде заиграли известные в будущем футболисты Владимир Кобзев (которого тренер перевёл с позиции вратаря в нападение), Владимир Финк, Владимир Грынгазов, Валерий Чупин и другие.
В дальнейшем работал тренером в ДЮСШ «Локомотив» и учителем физкультуры в барнаульской школе № 55. В конце жизни имел проблемы с алкоголем
Скончался в Барнауле 10 марта 2000 года на 57-м году жизни от гангрены ног.
В XXI веке в Барнауле проводится традиционный детский турнир памяти Владимира Скориченко.

## Стиль игры
В атаке Скориченко был очень опасен, так как хорошо знал психологию защитника, прекрасно играл головой, имел мощный удар с правой ноги. Бывало, что и забивал важнейшие мячи… В обороне Скориченко был надежен, основателен, и большинство контратак начиналось именно через него. В борьбе за мяч он не был груб, так как прекрасно читал игру и успевал сыграть на опережение. Игре он отдавался весь без остатка.— В.Лямкин "ОЧЕРК О НАСТОЯЩЕМ ФУТБОЛИСТЕ"